# Panchanan Mitra
Panchanan Mitra (1892 - 1936) fou el primer professor d'antropologia a l'Índia. Fou un dels primers indis que estudiaren a la Universitat Yale i va realitzar diverses expedicions antropològiques a l'Índia i a l'estranger.